# Renaudarctus psammocryptus
Renaudarctus psammocryptus är en djurart som tillhör fylumet trögkrypare, och som beskrevs av Kristensen och Higgins 1984. Renaudarctus psammocryptus ingår i släktet Renaudarctus och familjen Renaudarctidae. Inga underarter finns listade i Catalogue of Life.